# Belantsea montana
Il Belantsea montana Lesueur, 1818 (nome che deriva da un'antica leggenda della tribù di Nativi Americani Crow) era un pesce cartilagineo dall'aspetto peculiare che è vissuto durante il Carbonifero inferiore. I fossili di questo animale sono stati ritrovati nella lagerstätte Bear Gulch Limestone nel Montana. La specie è l'unica del genere Belantsea e la più conosciuta dell'ordine Petalodontiformes.

## Aspetto
Morfologicamente il pesce era molto strano, a forma di foglia, con pinne muscolari e una piccola coda. Un corpo con questa forma doveva garantire un'estrema manovrabilità, ma al costo di una bassa velocità di crociera. Le dimensioni di questa specie si attestavano intorno ai 60–70 cm

## Alimentazione
I suoi pochi denti triangolari formavano una struttura simile ad un becco, che gli permetteva di cibarsi di briozoi, spugne, crinoidi ed altri animali con il corpo protetto da un guscio.